# Melissoptila paranaensis
Melissoptila paranaensis är en biart som beskrevs av Urban 1998. Melissoptila paranaensis ingår i släktet Melissoptila och familjen långtungebin. Inga underarter finns listade i Catalogue of Life.